# Charette (Quebec)
Charette es un municipio canadiense situado en la provincia de Quebec.

## Superficie
Charette tiene una superficie de 41,9 km².

## Demografía
En 2021, tenía 1034 habitantes, una densidad poblacional de 24,7 hab./km², y 519 viviendas.